# A Horse with No Name
"A Horse with No Name" —en español «Un caballo sin nombre»— es una canción de la banda America escrita por Dewey Bunnell. Publicada en 1971, fue su primer y más exitoso sencillo. Alcanzó el número uno en las listas de varios países y fue disco de oro por la Recording Industry Association of America.

## Nacimiento
El álbum de debut de América, titulado como el propio grupo, fue publicado en primer lugar en Europa, donde consiguió apenas un éxito moderado con "A Horse with No Name". Esta canción fue el fruto de la búsqueda de una canción que se hiciese popular tanto en Estados Unidos como en Europa. "A Horse with No Name" fue titulada en principio "Desert Song" y fue escrita en el estudio de la casa de Arthur Brown en Puddletown, Dorset. Las dos primeras demos las grabaron allí Jeff Dexter y Dennis Elliott. En ellas se intentó dar la sensación del desierto seco y caluroso que aparecía en la pintura de Salvador Dalí, presente en el estudio, y un extraño caballo creado por M. C. Escher.
El autor, Dewey Bunnell también dijo que recordó sus viajes de infancia por el desierto de Arizona y Nuevo México cuando su familia vivía en la Base Aérea de Vandenberg.

## Recepción
A pesar de que la canción fue vetada en algunas radios de los Estados Unidos (o quizá gracias a ello) a causa de sus supuestas referencias al consumo de drogas, pues horse es una forma de referirse a la heroína la canción llegó al número uno del Billboard Hot 100 de los Estados Unidos y llegó rápidamente a ser disco de platino. Había alcanzado antes el número 11 en los Países Bajos, y el 3 en el Reino Unido.
El parecido de la canción con algunas de Neil Young generó cierta polémica. «Sé que prácticamente todo el mundo, en una primera audición, asumió que era de Neil» dijo Bunnell. «Nunca escondí el hecho de que me inspiró. Creo que está en la estructura de la canción tanto como en el tono de su voz. Dolió un poco, porque nos atacaron de forma bastante violenta. Siempre lo he atribuido a que la gente protegía a su héroe más que a que me quisiesen atacar». Casualmente fue "A Horse with No Name" la canción que reemplazó a Heart of Gold, de Young en el número 1 de los Estados Unidos.
"A Horse with No Name" ha sido criticada por su letra redundante y simplista, que incluye fragmentos como "The heat was hot" (el calor estaba caliente) o "There were plants, and birds, and rocks, and things" (Había plantas, y pájaros, y rocas, y cosas). Randy Newman la describió en una ocasión como una canción «sobre un niño que ha tomado ácido». El cómico Richard Jeni se burló de su título. "Estás en el desierto, no tienes nada más que hacer, ¡Ponle un nombre al maldito caballo!".
La canción fue una de las canciones populares parodiadas en el álbum The Third Reich 'n Roll de The Residents. En 1987 la banda danesa D-A-D hizo una versión que publicaron en el álbum D.A.D. Draws a Circle. Casi 10 años después, la banda alemana Streetnoise del género house progresivo grabó una nueva versión para una compilación del sello discográfico BMG Ariola. También ha sido versionada por Larrikin Love, que le añadió instrumentos celtas en 2006. Apareció en la película The Trip. En 2008, se empleó en un anuncio de Kohls. Aparece también en el videojuego Grand Theft Auto San Andreas, en el cual la mayoría de los autos situados en el desierto, tienen sintonizada la emisora K-DST en la cual es muy frecuente escuchar la canción.
En el episodio The One With Joey's Big Break de la Quinta Temporada de la serie Friends aparece cuando Joey está conduciendo en el desierto de Las Vegas para llegar a grabar su nueva película.
En 2010 formó parte de la banda sonora de la tercera temporada de Breaking Bad.
El cantante Michael Jackson hizo una canción con un tono muy similar al tema llamada «A Place With No Name» en 1998. Dicha canción está publicada en el segundo álbum póstumo de Jackson, Xscape en 2014. Es el segundo sencillo del álbum Xscape
En el año 2017, una versión cantada por Patrick Cartney junto a Michelle Branch fue incluida en la cuarta temporada de BoJack Horseman

## Personal
(Del vinilo de América de 1972)

### America
- Dewey Bunnell - voz principal, guitarra acústica.
- Gerry Beckley - guitarra acústica de 12 cuerdas, segunda voz.
- Dan Peek - bajo, segunda voz.

### Aparición en TV
Está canción aparece en diversas series de TV, entre las más destacadas: en el episodio 22 de la 5ª temporada de Friends: El del primer éxito de Joey, en el episodio 8 de la temporada 18 de Los Simpson: Extraña Pareja, y en el capítulo 2 de la tercera temporada de Breaking Bad:  Caballo Sin Nombre, entre otras.

### Aparición en videojuegos
Esta canción aparece en el videojuego Grand Theft Auto: San Andreas en la estación de radio K-DST

### Músicos de sesión
- Ray Cooper - percusión
- Kim Haworth - tambores